# هيثم دبور (شخصية خيالية)
هيثم دبور هي شخصية خيالية من ابتكار وأداء أحمد مكي وقدمت لأول مرة بسيت كوم تامر وشوقية ثم في فيلم مرجان أحمد مرجان وقدمها لآخر مره بفيلم طير إنت.
تعد هذه الشخصية هي نقطة إنطلاق الممثل أحمد مكي والتي حققت له شهرة واسعة، أثرت الشخصية كثيراً الشباب وقتها وخاصة مقولاته الغريبة ومظهره وشعره، الشخصية ظهرت في عدة إعلانات تلفزيونية أيضاً، وتحولت أيضاً من بعد عام 2013 إلى ميم إنترنت.

## بداية الشخصية
كان أحمد مكي يشارك مُخرجًا في بداية سيت كوم تامر وشوقية ولكن بعد تصوير حلقتين وجد شريف عرفة بصفته منتجاً أن الأداء لم يكن جيداً ولذلك قرر إشراك أحمد مكي ممثلًا وكانت الشخصية غير مكتوبة من البداية بحسب المؤلف عمرو سمير عاطف، وبحسب تصريحه أيضاً أن مكي أضاف للشخصية الكثير، وحققت الشخصية والمسلسل نجاحاً باهراً دفع صناعه المسلسل إلى عمل إجزاء تالية وتم انتاج جزء ثاني ولكن في الجزء الثالث أعتذر الممثل أحمد مكي عن المشاركة مما كان يعني نهاية شخصيته مع المسلسل.
قام بعدها بالمشاركة بنفس الشخصية في فيلم مرجان أحمد مرجان والتي حققت نجاح ضخم وقتها، نجاح الشخصية جلب له عدة إعلانات تجارية وعروض، مما دفع المنتج هشام سليمان عام 2007 لأختيار مكي للقيام بدور البطولة لأول مرة مستخدماً نفس الشخصية في فيلمإتش دبور وحقق ايضاً الفيلم نجاح كبير جعله يتصدر شباك التذاكر وكانت البداية الفعلية لمشوار أحمد مكي في مسيرته الفنية.
بعدها قام أحمد مكي باستدعاء الشخصية مجدداً وظهرت ضمن أحداث فيلم طير أنت، وبعدها أعلن أنه لن يقدم شخصية هيثم مرة أخرى حتى لا يسقط في دور الشخصية الواحدة مثل بعض الفنانين.

## سمات الشخصية
تظهر سمات الشخصية بشكل مستوحى من فترة السبعينيات حيث تصفيفة الشعر (أفرو وإرتداء سلاسل طويلة مع القميص المفتوح، بالإضافة إلى التحدث بلغة الشباب ممزوجة بالإنجليزية مع بعض المصطلحات الغريبة أشهرها " Cool " و" Beautiful " و" YO YO YO " و" YEAH BABY YEAH " "OMG".
الشخصية برزت كشاب مدلل لأبن أحد الأثرياء وشخص مستهتر لا يتحمل المسئولية، ولكنه يمتاز الذكاء والطرافة والمرح وإطلاق نكات والسخرية المستمرة وذو علاقة جيدة مع أصدقاءه.

## تأثير الشخصية
الشخصية حققت نجاح كبير في أعمالها وأصبحت شخصية بارزة دفعت الكثير من الشباب إلى تقليدها وتقليد الهيئة وتصفيفة الشعر وطريقة الكلام، ولكن بالرغم من ذلك حققت الشخصية أيضاً الكثير من الجدل ومنها مسألة المصطلحات ولغة الشباب التي وصفها البعض بالبذيئة بشكل غير صريح، بالإضافة إلى مسألة تشابه اسم الشخصية مع المؤلف والصحفي هيثم دبور والتي سببت له بعض الحرج.